# Örvös szúnyogkapó
Az örvös szúnyogkapó (Microbates collaris) a madarak osztályának a verébalakúak (Passeriformes) rendjéhez és a szúnyogkapófélék (Polioptilidae) családjához tartozó faj.

## Rendszerezése
A fajt August von Pelzeln osztrák ornitológus írta le 1868-ban, a Ramphocaenus nembe Rhamphocaenus collaris néven.

## Alfajai
- Microbates collaris paraguensis Phelps, Sr, 1946
- Microbates collaris collaris (Pelzeln, 1868)
- Microbates collaris torquatus P. L. Sclater & Salvin, 1873[2]

## Előfordulása
Dél-Amerika északi részén, Brazília, Kolumbia, Ecuador, Francia Guyana, Guyana, Peru, Suriname és Venezuela területén honos. 
Természetes élőhelyei a szubtrópusi és trópusi síkvidéki erdők. Állandó, nem vonuló faj.

## Megjelenése
Testhossza 11 centiméter, testtömege 10–12 gramm.

## Életmódja
Főleg ízeltlábúakkal táplálkozik.

## Természetvédelmi helyzete
Az elterjedési területe nagyon nagy, egyedszáma viszont csökken, de még nem éri el a kritikus szintet csökken. A Természetvédelmi Világszövetség Vörös listáján nem fenyegetett fajként szerepel.